# Crannone
Crannone (in greco antico: Κραννών? ) era un'antica città della Tessaglia, nella pianura tra l'Enipeo e il Peneo.

## Geografia fisica
L'antica città di Crannone corrisponde a Κραννώνας (Krannonas) nella prefettura di Larissa, Tessaglia, Grecia. La moderna cittadina ha 4.375 abitanti secondo i dati del censimento 2001.
È stato soppresso a seguito della riforma amministrativa detta piano Kallikratis in vigore dal gennaio 2011 ed è ora compreso nel comune di Kileler.

## Storia
Anticamente Crannone fu retta dalla dinastia degli Scopadi. Nelle vicinanze di Crannone, nel 322 a.C., il reggente di Macedonia Antipatro riportò un'importante vittoria su una coalizione di Stati greci che pose fine alla Guerra lamiaca (vedi Battaglia di Crannone).